# Fathers 4 Justice
Fathers 4 Justice (F4J) is een internationale organisatie die campagne voert voor de rechten van kinderen van gescheiden ouders om beide ouders en grootouders te kunnen zien. De organisatie is opgestart door vaders, maar inmiddels zetten ook moeders, grootouders en allerlei andere verwanten zich voor de organisatie in.
De organisatie probeert vooral aandacht te vragen voor de problematiek rondom een `gescheiden gezin'. Ze doet dit mede middels publiciteitsacties. Zo voerde in januari 2005 iemand namens Fathers 4 Justice actie door in een Batmankostuum op de Utrechtse rechtbank te klimmen. Eerder hield activist Jason Hatch in eenzelfde kostuum urenlang het balkon van Buckingham Palace bezet. In Engeland kreeg de organisatie veel steun van de bekende popzanger Bob Geldof. In Nederland is Tweede Kamerlid Harry van Bommel (SP) lid van F4J.
Naar eigen zeggen heeft Fathers 4 Justice in het Verenigd Koninkrijk 12.000 leden en in Nederland meer dan 3500 leden. Verder heeft F4J operaties in Canada, Australië, de Verenigde Staten en Italië.
De organisatie heeft een speciale groep voor partners van vaders: de Purple Hearts.